# ورزشگاه بالایدوس

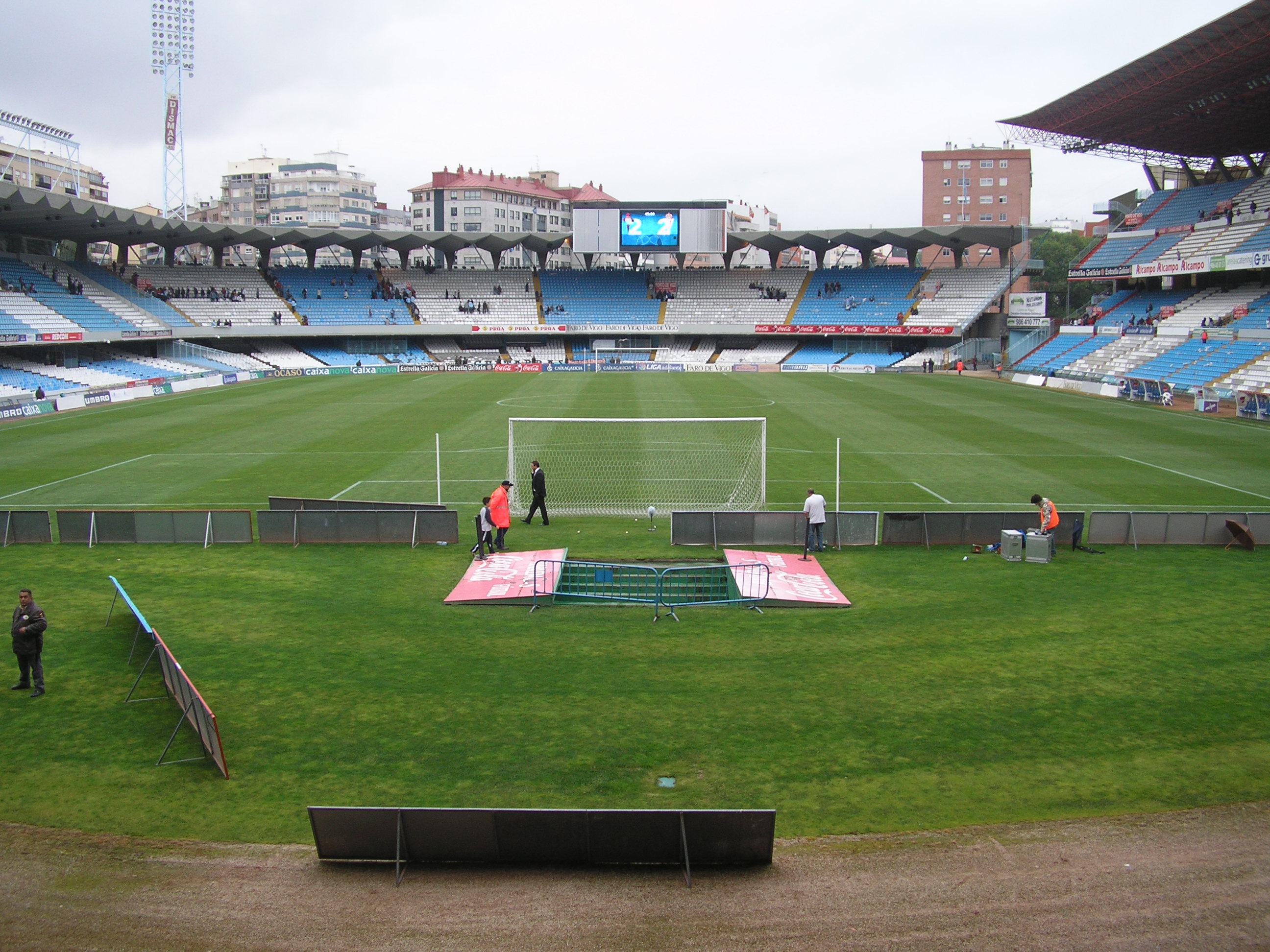
نمایی دیگر از ورزشگاه

ورزشگاه بالایدوس (به اسپانیایی: Estadio Balaídos) با ظرفیت ۳۱٬۸۰۰ نفر یکی از ورزشگاه‌های فوتبال کشور اسپانیا است که در شهر ویگو ایالت گالیسیا واقع شده‌است. این ورزشگاه در سال ۱۹۲۸ بازگشایی شد و در حال حاضر بازی‌های خانگی باشگاه فوتبال سلتاویگو در آن برگزار می‌گردد.